# Charles Trenet

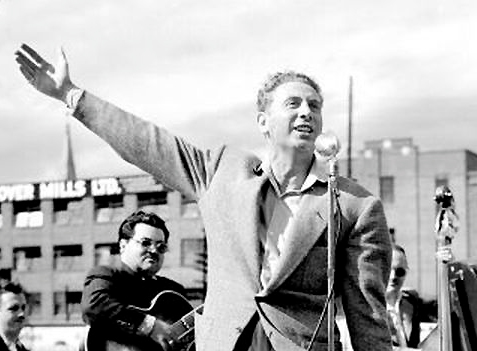
Charles Trenet tại sân vận động Delorimier, Montréal, Quebec, Canada năm 1946.

Louis Charles Auguste Claude Trenet (tiếng Pháp: [ʃaʁl tʁəne]; sinh ngày 18 tháng 5 năm 1913 tại Narbonne, mất ngày 19 tháng 2 năm 2001 tại Créteil), là nhà văn, ca sĩ, nhạc sĩ và dịch giả người Pháp.
Được biết đến với biệt danh "Gã điên hát", Trenet nổi tiếng trong những năm 1930-1950 khi là tác giả của hơn một nghìn ca khúc phỏng theo thơ, trong đó những tác phẩm như "La Mer", "Que reste-il de nos amours?", "Y'a d'la joie", "L'Âme des poètes", "Ménilmontant" hay "Douce France" đã trở thành những giai điệu được ưa thích, vượt qua cả giới hạn của cộng đồng Pháp ngữ. Suốt sự nghiệp kéo dài tới gần 70 năm của mình, Trenet chỉ trình bày những ca khúc do mình sáng tác.
Trenet từng được Chính phủ Pháp trao tặng những danh hiệu công dân cao quý nhất, bao gồm Huân chương Văn học và Nghệ thuật (1982), Huân chương Cành cọ hàn lâm (1989), Huân chương Cống hiến (1995) và Huân chương Bắc đẩu Bội tinh (1998). Năm 1999, ông trở thành thành viên của Viện mỹ thuật Pháp.